# Mixacarus chapmani
Mixacarus chapmani är en kvalsterart som beskrevs av Wallwork 1962. Mixacarus chapmani ingår i släktet Mixacarus och familjen Lohmanniidae. Inga underarter finns listade i Catalogue of Life.